# 格雷厄姆·伍德
格雷厄姆·伍德（英語：Graham Wood，1936年6月24日—），澳大利亚男子曲棍球运动员。他曾代表澳大利亚国家队参加1960年和1964年夏季奥林匹克运动会曲棍球比赛，其中1964年奥运会获得一枚铜牌。